# ساندفيكا
ساندفيكا (بالنرويجية: Sandvika) هي المركز الإداري لبلدية باروم في مقاطعة آكرشوس، النرويج. حصلت على تصنيف مدينة من المجلس المحلي في باروم في 4 يونيو 2003.
تقع ساندفيكا على بُعد حوالي 15 كيلومتر إلى الغرب من أوسلو، وهي محور نقل رئيسي لغرب باروم، وبها محطة حافلات وقطارات مشتركة. وهي كذلك واحدة من المحطات على طريق القطار السريع لمطار أوسلو-غاردرموين.
تضم ساندفيكا أكبر مركز تسوق في الدول الاسكندنافية (Sandvika Storsenter) به 190 محلّاً تجارياً وتُقدّر مساحته الإجمالية بــ 60,000 متر مربع (650,000 قدم2). وتُعد جزيرة كالفويا (Kalvøya) القريبة منها مكان جيد للاستجمام.